# Benson (Minnesota)
Benson es una ciudad ubicada en el condado de Swift en el estado estadounidense de Minnesota. En el Censo de 2010 tenía una población de 3240 habitantes y una densidad poblacional de 414,09 personas por km².

## Geografía
Benson se encuentra ubicada en las coordenadas 45°18′54″N 95°36′26″O / 45.31500, -95.60722. Según la Oficina del Censo de los Estados Unidos, Benson tiene una superficie total de 7.82 km², de la cual 7.77 km² corresponden a tierra firme y (0.73%) 0.06 km² es agua.

## Demografía
Según el censo de 2010, había 3240 personas residiendo en Benson. La densidad de población era de 414,09 hab./km². De los 3240 habitantes, Benson estaba compuesto por el 97.22% blancos, el 0.52% eran afroamericanos, el 0.37% eran amerindios, el 0.22% eran asiáticos, el 0.06% eran isleños del Pacífico, el 0.65% eran de otras razas y el 0.96% pertenecían a dos o más razas. Del total de la población el 2.56% eran hispanos o latinos de cualquier raza.